# Coptocercus
Coptocercus es un género de escarabajos longicornios de la tribu Phoracanthini.

## Especies
- Coptocercus abberrans (Newman, 1840)
- Coptocercus aruensis Wang, 1995
- Coptocercus assimilis (Hope, 1841)
- Coptocercus australis Wang, 1995
- Coptocercus biguttatus (Donovan, 1805)
- Coptocercus clarus Wang, 1995
- Coptocercus crucigerus (Hope, 1842)
- Coptocercus galachrous Wang, 1995
- Coptocercus javanicus Wang, 1995
- Coptocercus matthewsi Wang, 1995
- Coptocercus multitrichus Wang, 1995
- Coptocercus mutabilis Gressitt, 1959
- Coptocercus nigritulus Blackburn, 1889
- Coptocercus orientalis Wang, 1995
- Coptocercus ovaliguttatus Wang, 1995
- Coptocercus papuanus Heller, 1914
- Coptocercus pascoei Wang, 1995
- Coptocercus pedator (Pascoe, 1864)
- Coptocercus pretiosus Wang, 1995
- Coptocercus pubescens (Pascoe, 1863)
- Coptocercus rubripes (Boisduval, 1835)
- Coptocercus quatuordecimsignatus Schwarzer, 1926
- Coptocercus robustus Wang, 1995
- Coptocercus weiri Wang, 1995